# Diaskopie
Die Diaskopie ist ein Begriff aus der Dermatologie. Es handelt sich um eine Untersuchungstechnik der Haut. Dabei wird mit einem Glasspatel eine Hautrötung (Erythem) weggedrückt, um die Eigenfarbe der Haut zu beurteilen. Heutzutage besteht der Glasspatel aus Plastik, um Verletzungen durch Bruch des Spatels zu vermeiden. Durch eine aufgedruckte Zentimeterskala ist ein gleichzeitiges Ausmessen von Effloreszenzen möglich. Oft ist auch eine Lupe in den Spatel integriert.
Die Diaskopie findet Anwendung bei roten Flecken zum Ausschluss einer Blutung, tuberkuloiden oder sarkoiden Infiltraten zur Beurteilung des Eigeninfiltrates, schwarz-blauen Tumoren zum Ausschluss eines Gefäßtumors (Malignes epitheloides Hämangioendotheliom), Basalzellkarzinomen zur Beurteilung des „perlschnurartigen“ Randsaumes, Lymphadenosis cutis benigna (Lyme-Borreliose u. a. lymphatische Infiltrate) zur Beurteilung des Tiefeninfiltrates.